# القاتلة (فلم 1991)
القاتلة هو فيلم جريمة، رعب، وإثارة مصري إنتاج عام 1991 للمخرجة إيناس الدغيدي، من بطولة فاروق الفيشاوي، فيفي عبده، حسن حسني، إيمان، هشام عبد الله، عطية عويس.

## القصة
تدور أحداث الفيلم حول رجاء التي تعرضت لعملية اغتصاب في طفولتها مما أصابها بعقدة نفسية شديدة وتحولت إلى قاتلة بدافع الانتقام من الرجال راغبي المتعة المحرمة.. حيث تتنكر في هيئة فتاة ليل وتستدرجهم في مناطق بعيدة وتقتلهم. إلى أن قتلت أحد المسؤولين الكبار.. لتتصاعد الأحداث.

## وصلات
- مقالات تستعمل روابط فنية بلا صلة مع ويكي بيانات